# Полемос
Полемос (на старогръцки: Πόλεμος, в превод: „борба, война“) е олицетворение на войната в древногръцката митология.
В труд на Пиндар, най-ранният източник за олицетворяващо схващане за войната, Полемос е бащата на Алала, която въплъщава бойния вик. Полемос се появява и в труда „Мир“ на Аристофан, където пленява мира, въплатен от Ирена (богинята на мира). В това произведение, Полемос е представен и като баща на Кидоимос (демонът на ръкопашния бой), който помага на баща си като слуга. Судата (византийски лексикон от X век) посочва като други синове също и Деймос и Фобос. Квинт Смирнски го нарича брат на Еньо (богинята на кръвопроливния ръкопашен бой). Според басня на Езоп, предадена от Бабрий, Полемос бил женен за Хюбрис (високомерието), която той следвал навсякъде. Ето защо на бива да се отделя място за Хюбрис („арогантност, самонадеяност, високомерие“), защото в противен случай ще дойде войната. В описанието на Вергилий за входа към подземния свят, Полемос е споменат сред образите живеещи там, под името Белум: смъртоносната война, която заплашва да окупира прага на подземния свят.

## Уеб-връзки
- Полемос в проекта Theoi (Богове) – на английски език